# 萩浦橋
萩浦橋（はぎうらはし、はぎうらばし）は、富山県富山市の神通川河口付近に掛かる国道415号・主要地方道富山魚津線・都市計画道路草島東線の道路橋梁。橋のデザインは北前船をテーマとしている。

## 概要
- 左岸：富山県富山市草島[4]
- 右岸：富山県富山市千原崎[4]
- 道路の路線名：国道415号・主要地方道富山魚津線・都市計画道路草島東線
- 橋長：524 m（上流側）、523 m（下流側）[3]
- 幅員：20 m（上流側・下流側合計）[3]

## 歴史
かつて神通川河口付近には、千原崎の渡し、草嶋の渡しとして定期船1、2艘が両岸を繋いでいた。
1897年（明治30年）7月には、前述の定期船に代わり婦負郡草島村 - 上新川郡大広田村間に橋長220間、幅員2間の木桁橋（当時は私設）が架橋された。この時点では有料橋で、大人1銭、こども5厘、荷車は空荷1銭5厘、積荷のものは3銭5厘徴収していた。
1910年（明治43年）9月7日、神通川の出水により橋が墜落したため、1913年（大正2年）6月20日に新しい賃取橋の建設が成った。後に無料で開放された、1917年（大正6年）10月に富山県に寄付移管された。1920年（大正9年）6月28日には神通川の出水により橋が300間流失した。
その後神通川河口・東岩瀬港（現・富山港）の修築に伴い、1926年（大正15年）1月に同橋を廃止して500 m（または200 m）上流に仮橋を設けた。
1934年（昭和9年）7月の大雨による増水で水勢と流木の衝撃を受けて墜落流失したため、1936年（昭和11年）に木桁土橋を新設した。
1952年（昭和27年）には永久橋架橋のため萩浦橋架橋促進期成同盟会が結成されるが、その直後の1953年（昭和28年）9月25日、昭和28年台風第13号の影響で草島側42mが墜落流失したため、渡し船で対岸に渡ることを余儀無くされた。このため1955年（昭和30年）から災害関係橋梁整備事業として、同年12月から林建設、東保組施工にて永久橋工事に着手し、1958年（昭和33年）8月1日には長さ523.8 m、幅5.5 mの鉄筋コンクリートの橋となった（同年8月5日に渡橋式を挙行。総工費は1億2,644万円）。1971年（昭和46年）4月27日には、下流側に歩道橋（延長523 m、幅1.5 m）が設置されている。
1986年（昭和61年）11月17日夕方、橋の中央付近橋脚上で橋けたの継ぎ目が約7cm沈み段差が出来ているのを建設省（現・国土交通省）水質自動監視所の修理をしていた作業員が発見（下流側1車線の幅に約7cmの段差が出来ていた）。このため同日夕方から大型車の通行を全面禁止し、中央部約30m区間を上流側車線片側交互通行とした。交通規制はは12月21日正午に解除された。
現在の橋は1985年（昭和60年）9月27日に『萩浦橋新設促進期成同盟会』が設立されたのを受けて、1989年（平成元年）に事業を開始し、1996年（平成8年）4月12日に架け替えられたものである。当初は上流側を利用した暫定2車線であったが、2006年（平成18年）11月17日に4車線化され、現在に至る。